# امی (خواننده اهل ارمنستان)
امی داویتی بجِانیان (ارمنی: Էմմա Դավիթի Բեջանյան؛ که بیشتر با نام امی (ارمنی: Էմմի) شناخته می‌شود؛ زاده ۱۲ آوریل ۱۹۸۴) یک خواننده اهل ارمنستان است. وی از سال ۱۹۹۳ میلادی تاکنون مشغول فعالیت بوده است. او به عنوان یکی از پرطرفدارترین و بانفوذترین خواننده‌های ارمنستان شناخته می‌شود و دارای لقب‌هایی همچون «پرنسس پاپ» در ارمنستان می‌باشد. او نماینده ارمنستان در مسابقه آواز یوروویژن ۲۰۱۱ بود.

## زندگی‌نامه
وی در ۱۲ آوریل ۱۹۸۴ در ایروان به دنیا آمد . 